# TR-125
TR-125 (Tanc Românesc 125) – czołg podstawowy produkcji rumuńskiej, będący modernizacją T-72.